# Anydrophila
Anydrophila là một chi bướm đêm thuộc họ Noctuidae.

## Các loài tiêu biểu
- Anydrophila mirifica (Erschoff, 1874)
- Anydrophila sabouraudi (D. Lucas, 1907)
- Anydrophila stuebeli (Calberla, 1891) (trước đây gọi là Drasteria stuebeli)